# Johannes Schmoelling

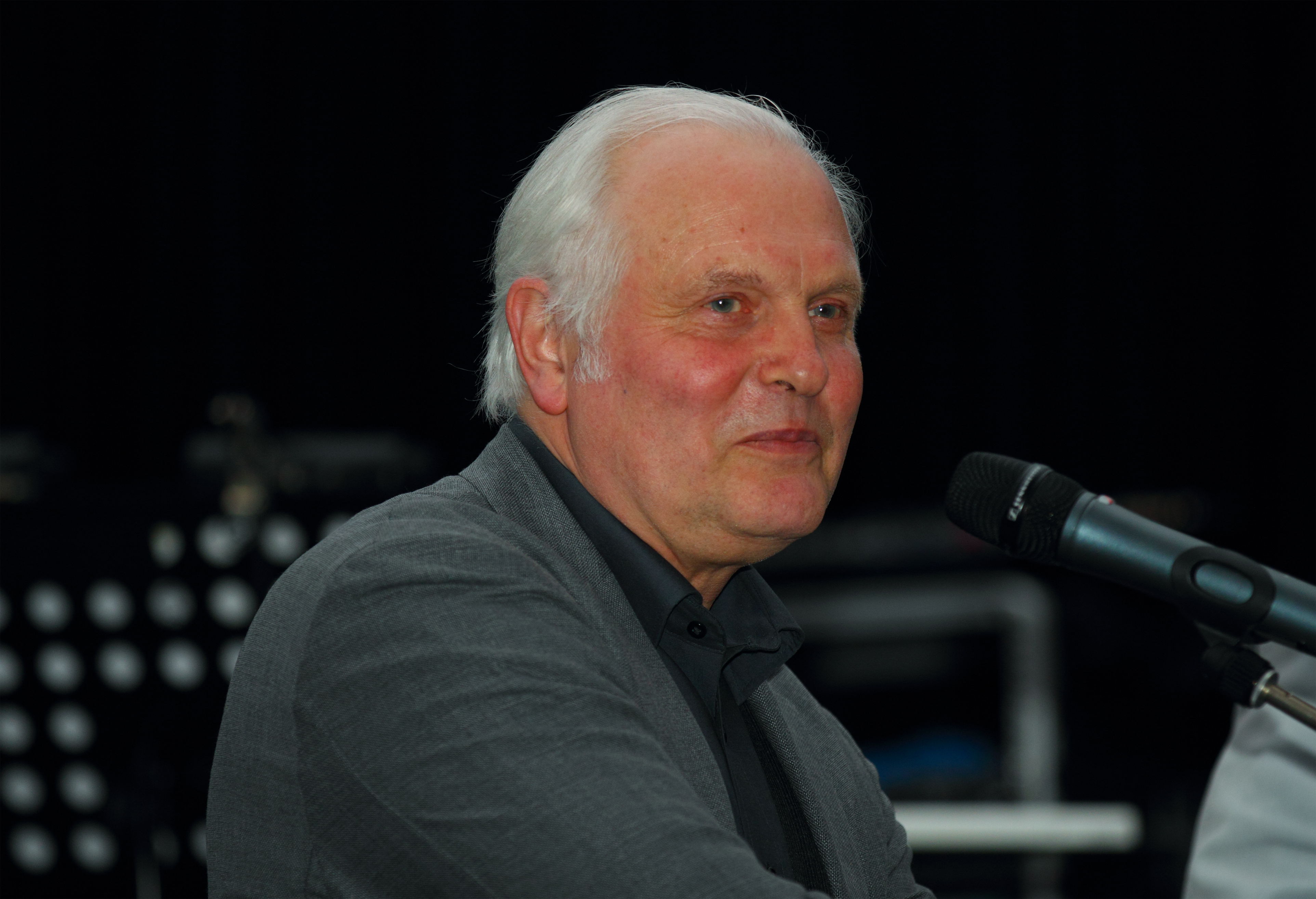
Johannes Schmoelling, 2012.

Johannes Schmoelling, född 9 november 1950 i Lohne, Tyskland, är en tysk pianist och keyboardist. Schmoelling var under åren 1979-1985 medlem i den elektroniska musikgruppen Tangerine Dream. Han ersatte då den långvarige medlemmen Peter Baumann. Schmoelling inledde en solokarriär 1986 med albumet Wuivend Riet. Han har senare också komponerat musik till TV-serier.